# Malanea cylindrica
Malanea cylindrica är en måreväxtart som beskrevs av Charlotte M. Taylor. Malanea cylindrica ingår i släktet Malanea och familjen måreväxter.
Artens utbredningsområde är Peru. Inga underarter finns listade i Catalogue of Life.